# ORP1L
La proteïna ORP1L (nom complet: oxysterol-binding protein-related protein 1L, també anomenada OSBPL1A, OPR-1 o OSBPL1B), és una proteïna d'unió a Oxisterol, pertanyent per tant a la família proteïca descoberta en els anys 80 de les Oxysterol-binding proteins. És un receptor lipídic intracel·lular i està present a les cèl·lules humanes. Es tracta d'una de les dues variants de les proteïnes ORP1 que es troba en els teixits humans, on por estar en forma d'ORP1L, o ORP1S. Dins la cèl·lula, es troba localitzada a la membrana dels lisosomes provinents dels "late endosomes", específicament als llocs de contacte amb el reticle endoplasmàtic.

## Estructura
Pel que fa a la ORP1L, aquesta es una proteïna monomèrica amb una única cadena polipeptídica de 950 aminoàcids que presenta un domini de PH ("Pleckstrin homology domain", involucrat en el reclutament de proteïnes per diferents membranes, permetent-les interaccionar amb altres components de les vies de transducció de senyals), un domini d'unió a oxisterol, un motiu FFAT que li permet unir-se a la família VAP-A i una extensió N-terminal amb tres repeticions d'anquirina (ANK), un dels motius que estan més implicats en els contactes membranosos. Tanmateix, algunes proteïnes només tenen el domini d'unió a esterols. Existeixen diferents isoformes d'aquesta proteïna a causa de modificacions transcripcionals com ara l'ús de promotors alternatius(mecanisme que indueix variabilitat en la regulació de l'expressió gènica) i/o splicing alternatiu. La família de proteïnes al ORP està implicada en diversos processos cel·lulars, entre els quals s'inclouen el metabolisme de lípids (esterols i fosfolípids, principalment), el vesicular i la senyalització cel·lular.
S'expressa sobretot en el cervell i en la grassa, tot i que també està expressat a l'endometri, a la glàndula tiroide i a la glàndula adrenal, entre d'altres. Es troba en els endosomes LE (Late Endosomes), és a dir, en els endosomes tardans, i entre la diversitat de funcions associades a aquesta proteïna, es pot destacar la capacitat de regular el potencial de transactivació dels receptors hepàtics X. Els endosomes tardans interaccionen amb els lisosomes, intercanviant informació, i també classificant i degradant molècules i receptors que retornen al trans-Golgi. La proteïna ORP1L localitza als lisosomes mitjançant la interacció amb la GTPasa Rab7 i les fosfoinositides a través del seu domini PH (petita GTPasa associada a LE i lisosomes), amb especial afinitat per l'enllaç GTP de la Rab7 als endosomes tardans, unió que permet l'estabilització de Rab7.
L'enllaç entre aquestes dues proteïnes s'assigna en la regió abans mencionada d'Anquirina de la ORP1L.
Per altra banda, els fragments N-terminals de la ORP1L, juntament amb la Rab7, inhibeixen la formació de vacuoles dels endosomes tardans causat per toxines presents.

## Funcions

### Punts de contacte entre membranes
Els punts de contacte del reticle endoplasmàtic mediats per colesterol i per la proteïna ORP1L controlen el transport d'autofagosomes i la fusió amb la via endocítica. Així doncs, ORP1L localitza els autofagosomes tardans i, en condicions en les quals hi ha un nivell de colesterol baix, entra en contacte amb la proteïna del reticle endoplasmàtic VAP-A, establint així MCS's (punts de contacte entre les membranes del reticle i de l'autofagosoma) que fan de barrera per tal d'impedir el transport des de l'extrem negatiu del complex proteic Rab7-RILP-dineïna. Per tant, la proteïna ORP1L juntament amb la proteïna VAP participa en la inducció de contactes de membrana entre el reticle endoplasmàtic i els endosomes tardans. Tanmateix, a altes concentracions de colesterol endosòmic, el complex estable ORP1L amb la proteïna VAP no es pot formar i, per tant, la interacció entre el domini d'esterols d'ORP1L amb el reticle endoplasmàtic s'inhibeix.
Per altra banda, a més d'establir contacte entre el reticle i els autofagosomes, la proteïna ORP1L inhibeix, la unió de la proteïna PLEKHM1 a la proteïna Rab7 en els punts de contacte intermembrana. Per tant, ORP1L, a través del seu lligand pels lípids i la formació de contactes entre les vacuoles autofàgiques i el reticle endoplasmàtic, gestiona els passos finals en l'Autofàgia que condueix i acaba amb la degradació en lisosomes del material citosòlic.
Un estudi va determinar com la interacció entre el domini d'interacció amb esterols d'ORPL1 i la proteïna VAP del reticle endoplasmàtic i sota alta concentració de colesterol, amb la proteïna RIDα (proteïna codificada pels adenovirus) regula la immunitat innata. Aquest estudi també suggereix que la interacció entre ORPL1 i RIDα està regulada pel potencial oxidant dels endosomes, ja que limita la reducció dels ponts disulfur. També es va demostrar que RIDα indueix el transport de lípids atenuant senyals proinflamatòries, acció important en les patologies d'adenovirus.
ORPL1 també es relaciona amb els bacteris. L'extrem N-terminal d'OPRL1 es va repetint amb l'objectiu de localitzar la vacuola parasitòfora (PV) formada pel bacteri intracel·lular gram negatiu Coxiella burnetii, la qual és essencial per la replicació dels bacteris. Al mateix temps, ORPL1 localitza i entra en contacte no només amb la PV sinó també amb el reticle endoplasmàtic, participant així en la dinàmica de la membrana de la PV i alhora interaccionant amb el reticle endoplasmàtic.

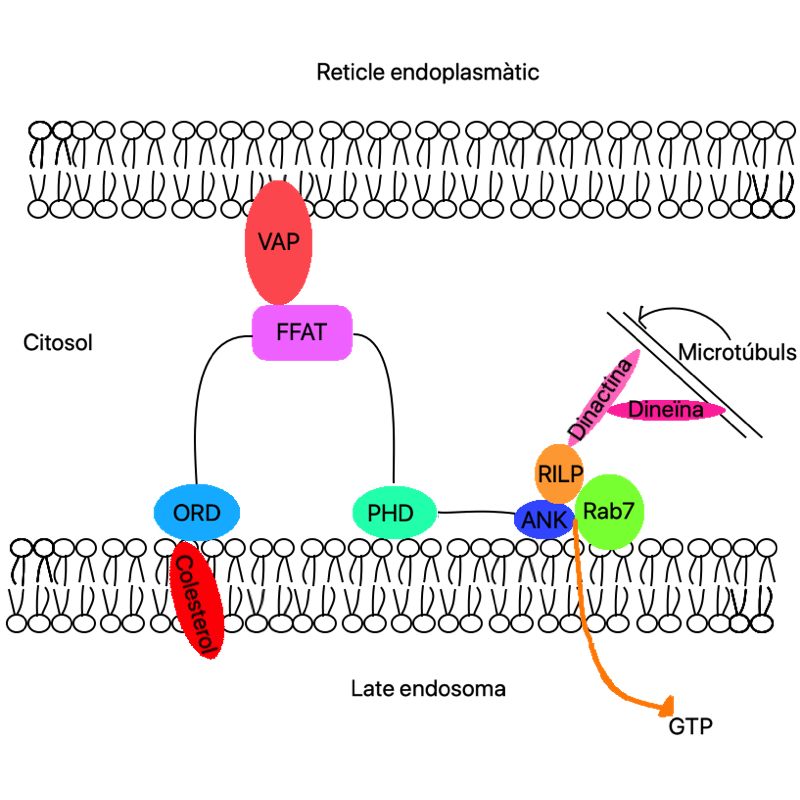
Complex ORP1L (FFAT)-Rab7. Punts de contacte entre membranes (late endosome-retícle endoplasmàtic)

També controla el posicionament dels endosomes tardans dependents de colesterol; de fet, s'ha provat experimentalment que el colesterol en els endosomes tardans afecta la conformació de la ORP1L: en condicions de baix nivell de colesterol, ORP1L experimenta un canvi conformacional i exposa el seu motiu FFAT a les proteïnes VAP que es troben unides al reticle endoplasmàtic. Com a conseqüència d'aquests punts de contacte entre membranes, el lisosoma es lliga al reticle endoplasmàtic, el motor de dineïna-dinactina es mou del RILP i, finalment, el colesterol es transfereix dels lisosomes al reticle. D'aquí s'explica el fet que la conformació de la ORP1L difereixi entre els endosomes tardans perifèrics i els perinuclears, ja que els nivells de colesterol són diferents entre els endosomes tardans perifèrics i els perinuclears.

### Moviment intracel·lular dels compartiments endocítics
Entre la multitud d'altres funcions que s'han demostrat que estan associades a la proteïna ORP1L, podem destacar que controla la unió de la subunitat p150Glued de la dinactina al complex proteic Rab7-RILP. L'efector RILP de la proteïna de membrana Rab7 controla el transport lisosomal induint el "reclutament" del motor dineïna-dinactina, tot i que com ho fa encara és un misteri. L'efector RILP interactua directament amb el C-terminal de la subunitat p150Glued del motor dineïna-dinectina. L'efector ORP1L de la Rab7 uneix el complex Rab7-RILP-p150Glued amb l'espectrina βIII. L'espectrina βIII és un receptor específic del motor trobat a la cara citosòlica (per tant, incapaç de regular el moviment de manera autònoma) dels endosomes tardans i necessari a l'hora d'activar el transport minus-end d'aquests, unint-se a la regió Arp1 del complex de dineïna. La interacció de Rab7 amb ORP1L té lloc a través d'una regió que consisteix en una hèlix3 (α3) i una segona hèlix, anomenada 310-helix 2 (η2). Aquest mecanisme deixa lliures les parts del commutador que s'uneixen a l'efector i permet així la unió amb la RILP i, en conseqüència, la formació del complex ORP1L-Rab7-RILP.
Així doncs, la sobreexpressió d'ORP1L redueix la motilitat d'aquests endosomes. Per tant, es conclou que la interrupció de la motilitat del complex ORP1L-Rab7 ORP1L participa en la regulació de la motilitat dels LE i també en el seu posicionament i les seves funcions en el transport lipídic i proteic.

### Regulació de la transferència de colesterol al RE
Estudis recents revelen que aquesta proteïna també és necessària pel transport del colesterol dels lisosomes provinents dels "late endosomes" al reticle endoplasmàtic. S'ha comprovat que al inhibir ORP1L es provoca una acumulació de lisosomes rics en colesterol al citosol, evidència de la qual es dedueix que, en inhibir la proteïna, es bloqueja la via de transport del colesterol d'aquests lisosomes al reticle endoplasmàtic. Aquest transport requereix la interacció de la proteïna ORP1L amb una altra proteïna de membrana anomenada VAP. La proteïna ORP1L, doncs, regula i coordina la transferència de colesterol dels lisosomes al reticle endoplasmàtic mitjançant contactes entre proteïnes de membrana. A més, aquesta expressió regulable dels esterols i la seva elevada presència a les cèl·lules del cervell la transformen en un important controlador de l'homeòstasi del colesterol en el sistema nerviós central.
Quan els lisosomes estan plens de colesterol, el domini ORD de la proteïna ORP1L, el qual és el responsable d'interactuar amb el colesterol, redueix els nivells de colesterol en la membrana del lisosoma, fet que permet a l'efector Rab7 RILP formar un complex de dinactina-dineïna per tal de facilitar-ne el transport.
Tota aquesta sèrie de processos estan relacionats amb l'acumulació de vesícules que s'observa en malalties com la de Niemann-Pick tipus C, caracteritzada per l'acumulació de colesterol.

## Malalties associades

### Niemann-Pick tipus C
La malaltia Niemann-Pick tipus C està relacionada amb l'acumulació lisosomal provocada per una disrupció en el sistema de transport entre lisosomes i reticle endoplasmàtic que provoca una acumulació de colesterol i glicolípids als lisosomes. Pot provocar una ampliació de melsa o fetge i disfuncions neuronals que poden acabar en discapacitats múltiples o fins i tot la mort.
La causa d'aquesta malaltia rau en mutacions que provoquen canvis en proteïnes encarregades de regular el transport entre lisosomes i el reticle endoplasmàtic com és el cas de la proteïna ORP1L, cosa que pot provocar un bloqueig d'aquesta via de transport, causant així una acumulació de lisosomes al citosol. Així doncs, la malaltia Niemann-Pick pot estar provocada per mutacions que causen canvis estructurals i funcionals en la proteïna ORP1L.